# ジョニー・ブラットン
ジョニー・ブラットン（Johnny Bratton、1927年9月9日 - 1993年8月）は、アメリカ合衆国出身の元プロボクサー。元NBA世界ウェルター級チャンピオン。

## 略歴
アーカンソー州リトルロック生まれ。1944年デビュー。強打の人気者だった。1951年3月14日、シカゴでチャーリー・フサリに勝ったことで、シュガー・レイ・ロビンソンが返上したNBA世界ウェルター級王座を手にするが、同年5月18日、“キューバの鷹”キッド・ギャビランに敗れ王座陥落、短命王者に終わった。

## 通算戦績
86戦59勝（33KO）24敗3引分け